# Raúl Osorio
Raúl Andrés Osorio Medina (Graneros, 29 giugno 1995) è un calciatore cileno, Difensore dell O'Higgins.